# Mälaren
El Mälaren és un llac de Suècia, que es troba a la zona de Svealand. És el tercer llac més gran del país després dels de Vänern i Vättern. Ocupa una superfície de 1.140 km², amb una profunditat mitjana de 13 m i una de màxima de 64. Les seves aigües van a parar al mar Bàltic a través de diversos canals. Té dues grans illes al seu interior: Selaön (91 km²) i Svartsjölandet (79 km²).

## Ports importants
- Estocolm.
- Enköping.
- Västerås.
- Köping.

## Birka i Hovgården
Birka, a Björkö i Hovgården, a la veïna illa d'Adelsö han estat declarades Patrimoni de la Humanitat per la Unesco sota la denominació «Birka i Hovgården» el 1993.